# دومينيك سميث
دومينيك سميث (بالإنجليزية: Dominic Smith)‏ (22 سبتمبر 1995 المملكة المتحدة - ) هو لاعب كرة قدم بريطاني يلعب كمهاجم.

## روابط خارجية
- دومينيك سميث على موقع قاعدة بيانات كرة القدم.إي يو (الإنجليزية)
- دومينيك سميث على موقع Soccerbase.com (لاعب) (الإنجليزية)